# Samuel Edward Konkin III
Samuel Edward Konkin III, conocido como SEK3 o Sam Konkin (8 de julio de 1947 - 23 de febrero de 2004), fue un filósofo libertario estadounidense, autor del New Libertarian Manifesto y un proponente de la filosofía política que él denominó «agorismo». El agorismo es una forma revolucionaria de anarquismo al no basar su filosofía en acciones políticas sino en la «contraeconomía».
En la introducción al Manifiesto acredita como sus influencias a Murray Rothbard, Robert LeFevre y Ludwig von Mises.

## Biografía
Entre los años 1970 y 1980, Konkin tenía un departamento en un edificio en la calle 7 en Long Beach, California, al igual que varios fanáticos de ciencia ficción libertaria, incluidos J. Neil Schulman, Victor Koman, y otros; por esta causa el pequeño complejo de departamentos adquirió el apodo de Anarcho-Village (un edificio similar en el que Konkin había vivido en el barrio Alphabet City de Manhattan había sido conocido como el Anarchoslum). Durante este tiempo tuvo una estrecha amistad con Dana Rohrabacher, que más tarde se convirtió en congresista de los Estados Unidos.
Konkin fue redactor y editor de la publicación irregular New Libertarian Notes (1971-1975), la New Libertarian Weekly (1975-1978), y, por último, la revista New Libertarian (1978-1990), cuyo último número fue un extraordinario homenaje de ciencia ficción a Robert A. Heinlein (número 187 de 1990).

## Ideas políticas
Konkin estuvo contra el sufragio y, concretamente, se opuso a la participación en el Partido Libertario, del que formaba parte, y que él consideraba como suerte de cooptación estatista del libertarismo. En el Manifiesto neolibertario explicó cómo él piensa que una sociedad libertaria podría concretarse. Esto, teóricamente, a través de un proceso de retirada del consentimiento de las personas a ser gobernadas por el Estado, y moviendo sus actividades económicas a lo que Konkin identificó con el término «contraeconomía». 
Konkin se definía como un «rothbardiano estricto» más rothbardiano que el mismo Rothbard. A diferencia de muchos libertarios, Konkin vio al libertarismo como un movimiento de izquierda, en un sentido movimiento revolucionario. Fue fundador del Agorist Institute y del Movement of Libertarian Left (actualmente Alliance of Libertarian Left). La novela Alongside Night de J. Neil Schulman se basa en las ideas políticas de Konkin, así como lo hacen las novelas de ciencia ficción de Victor Koman. 
Konkin estaba en contra de los castigos porque lo consideraba una violación del principio de no agresión y para él sólo la restitución era justificable. También consideró que la anarquía de libre mercado estaba opuesta al capitalismo y pensaba que aunque el trabajo asalariado pudo haber tenido un beneficio histórico era más importante superar la relación salarial. Para Konkin la jerarquía empresarial era una imitación del Estado y no del mercado.

## Controversias
En su libro Anarquismo: Izquierda, Derecha y Verde (en inglés: Anarchism: Left, Right, and Green), el teórico político y anarcosindicalista Ulrike Heider acusó a Konkin de respaldar el negacionismo histórico en su trato con el Institute for Historical Review, donde formaba parte de la Junta Directiva, que incluía la asignación de espacio publicitario al IHR en New Libertarian, y la redacción de una crítica positiva del libro del negacionista del Holocausto James J. Martin sobre Raphael Lemkin, que fue publicado por el IHR. Konkin rechazó personalmente esa acusación, pero defendió al IHR porque creía que su libertad de expresión estaba siendo suprimida. Sin embargo, la valoración de Konkin del libro de Martin, específicamente el segundo capítulo (en el que Martin etiquetó las afirmaciones del asesinato masivo de judíos como "un asalto propagandístico bien coordinado y orquestado") como "un resumen de las opiniones libertarias-revisionistas de Martin sobre la Segunda Guerra Mundial" y "el punto culminante del libro y un valioso folleto en sí mismo" para "El libertario y el revisionista acérrimo", pone en tela de juicio ese encuadre.